# Philippe Riboud
Philippe Claude Riboud (ur. 9 kwietnia 1957 w Lyonie) – francuski szermierz, szpadzista, wielokrotny medalista igrzysk olimpijskich i mistrzostw świata.
Na igrzyskach olimpijskich w Montrealu w 1976 roku zajął 9. miejsce w zawodach drużynowych i 37. w indywidualnych. Na rozgrywanych cztery lata później igrzyskach olimpijskich w Moskwie reprezentacja Francji w składzie: Philippe Boisse, Hubert Gardas, Philippe Riboud, Patrick Picot i Michel Salesse zdobyła drużynowo złoty medal. Na tej samej imprezie był indywidualnie trzeci, plasując się za Szwedem Johanem Harmenbergiem i Węgrem Ernő Kolczonayem. Kolejne dwa medale wywalczył podczas igrzysk olimpijskich w Los Angeles w 1984 roku. Najpierw zajął trzecie miejsce w turnieju indywidualnym, za Boisse'em i Szwedem Björne Väggö. Parę dni później Philippe Boisse, Jean-Michel Henry, Olivier Lenglet, Philippe Riboud i Michel Salesse zajęli drugie miejsce w drużynie. Brał również udział w igrzyskach olimpijskich w Seulu w 1988 roku, gdzie Francuzi w składzie: Frédéric Delpla, Jean-Michel Henry, Olivier Lenglet, Philippe Riboud i Éric Srecki zwyciężyli w turnieju drużynowym. W zawodach indywidualnych zdobył srebrny medal, przegrywając w finale z Arndem Schmittem z RFN 9:10.
Podczas mistrzostw świata w Hamburgu w 1978 roku wywalczył srebrny medal indywidualnie, przegrywając w finale z Alexandrem Puschem z RFN. W tej samej konkurencji zdobywał następnie złote medale podczas mistrzostw świata w Melbourne (1979) i mistrzostw świata w Sofii (1986), srebrny na mistrzostwach świata w Rzymie (1982) oraz brązowy na mistrzostwach świata w Barcelonie (1985). Ponadto zdobywał medale w zawodach drużynowych: złoty na mistrzostwach świata w Rzymie (1982), srebrny na mistrzostwach świata w Lyonie (1990) oraz brązowy podczas mistrzostw świata w Lozannie (1987).
W latach 1975, 1977, 1979, 1980 i 1982 zostawał mistrzem Francji.